# Gracjan (prawnik)

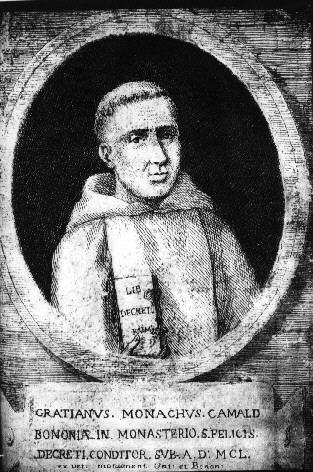
Autor Concordia discordantium canonum

Franciscus Gratianus, lub Johannes Gratianus, znany jako Gratian (pol. Gracjan) był XII-wiecznym prawnikiem z Bolonii.
Niewiele wiadomo o Gracjanie. Pewne jest właściwie tylko imię autora Dekretu Gracjana. Urodził się prawdopodobnie w Chiusi w Toskanii lub Carraria koło Orvieto we Włoszech. Przyjmuje się powszechnie, że Gracjan był mnichem w klasztorze świętych Feliksa i Nabora w Bolonii, który zajmował się opracowywaniem zbioru prawa kanonicznego, zawierającego również wyjaśnienia autora, nazwanego później Dekretem. Niekiedy podaje się, że Gracjan był również wykładowcą prawa kanonicznego. Nieznana jest data jego śmierci.